# Bombala
Bombala – miasto w Australii, w stanie Nowa Południowa Walia.